# Distrito de Lodève
El distrito de Lodève es un distrito (en francés arrondissement) de Francia, que se localiza en el departamento de Hérault, de la región de Occitania. Cuenta con 3 cantones y 122 comunas.
La capital de un departamento se llama subprefectura (sous-préfecture). Cuando un departamento contiene la prefectura (capital) del departamento, esa prefectura es la capital del distrito, y se comporta tanto como una prefectura como una subprefectura.

## División territorial

### Antiguos cantones
Los cantones del distrito de Lodève son:
1. Aniane
2. Le Caylar
3. Clermont-l'Hérault
4. Gignac
5. Ganges
6. Lodève
7. Lunas
8. Saint-Martin-de-Londres

### Cantones
Los cantones del distrito de Lodève son:
1. Clermont-l'Hérault
2. Gignac
3. Lodève

### Comunas
| 1. Agonès (34005)                      | 2. Aniane (34010)                                    | 3. Arboras (34011)                   | 4. Argelliers (34012)                  |  |
| 5. Aspiran (34013)                     | 6. Aumelas (34016)                                   | 7. Avène (34019)                     | 8. Bélarga (34029)                     |  |
| 9. La Boissière (34035)                | 10. Le Bosc (34036)                                  | 11. Le Bousquet-d'Orb (34038)        | 12. Brenas (34040)                     |  |
| 13. Brignac (34041)                    | 14. Brissac (34042)                                  | 15. Cabrières (34045)                | 16. Campagnan (34047)                  |  |
| 17. Canet (34051)                      | 18. Causse-de-la-Selle (34060)                       | 19. Le Caylar (34064)                | 20. Cazilhac (34067)                   |  |
| 21. Ceilhes-et-Rocozels (34071)        | 22. Celles (34072)                                   | 23. Ceyras (34076)                   | 24. Clermont-l'Hérault (34079)         |  |
| 25. Le Cros (34091)                    | 26. Dio-et-Valquières (34093)                        | 27. Fontès (34103)                   | 28. Fozières (34106)                   |  |
| 29. Ganges (34111)                     | 30. Gignac (34114)                                   | 31. Gorniès (34115)                  | 32. Joncels (34121)                    |  |
| 33. Jonquières (34122)                 | 34. Lacoste (34124)                                  | 35. Lagamas (34125)                  | 36. Laroque (34128)                    |  |
| 37. Lauroux (34132)                    | 38. Lavalette (34133)                                | 39. Liausson (34137)                 | 40. Lieuran-Cabrières (34138)          |  |
| 41. Lodève (34142)                     | 42. Lunas (34144)                                    | 43. Mas-de-Londres (34152)           | 44. Mérifons (34156)                   |  |
| 45. Montarnaud (34163)                 | 46. Montoulieu (34171)                               | 47. Montpeyroux (34173)              | 48. Moulès-et-Baucels (34174)          |  |
| 49. Mourèze (34175)                    | 50. Nébian (34180)                                   | 51. Notre-Dame-de-Londres (34185)    | 52. Octon (34186)                      |  |
| 53. Olmet-et-Villecun (34188)          | 54. Paulhan (34194)                                  | 55. Pégairolles-de-Buèges (34195)    | 56. Pégairolles-de-l'Escalette (34196) |  |
| 57. Péret (34197)                      | 58. Plaissan (34204)                                 | 59. Les Plans (34205)                | 60. Popian (34208)                     |  |
| 61. Le Pouget (34210)                  | 62. Poujols (34212)                                  | 63. Pouzols (34215)                  | 64. Le Puech (34220)                   |  |
| 65. Puilacher (34222)                  | 66. Puéchabon (34221)                                | 67. Les Rives (34230)                | 68. Romiguières (34231)                |  |
| 69. Roqueredonde (34233)               | 70. Rouet (34236)                                    | 71. Saint-André-de-Buèges (34238)    | 72. Saint-André-de-Sangonis (34239)    |  |
| 73. Saint-Bauzille-de-la-Sylve (34241) | 74. Saint-Bauzille-de-Putois (34243)                 | 75. Saint-Étienne-de-Gourgas (34251) | 76. Saint-Félix-de-Lodez (34254)       |  |
| 77. Saint-Félix-de-l'Héras (34253)     | 78. Saint-Guilhem-le-Désert (34261)                  | 79. Saint-Guiraud (34262)            | 80. Saint-Jean-de-Buèges (34264)       |  |
| 81. Saint-Jean-de-Fos (34267)          | 82. Saint-Jean-de-la-Blaquière (34268)               | 83. Saint-Martin-de-Londres (34274)  | 84. Saint-Maurice-Navacelles (34277)   |  |
| 85. Saint-Michel (34278)               | 86. Saint-Pargoire (34281)                           | 87. Saint-Paul-et-Valmalle (34282)   | 88. Saint-Pierre-de-la-Fage (34283)    |  |
| 89. Saint-Privat (34286)               | 90. Saint-Saturnin-de-Lucian (34287)                 | 91. Salasc (34292)                   | 92. Sorbs (34303)                      |  |
| 93. Soubès (34304)                     | 94. Soumont (34306)                                  | 95. Tressan (34313)                  | 96. Usclas-d'Hérault (34315)           |  |
| 97. Usclas-du-Bosc (34316)             | 98. La Vacquerie-et-Saint-Martin-de-Castries (34317) | 99. Valmascle (34323)                | 100. Vendémian (34328)                 |  |
| 101. Villeneuvette (34338)             | 102. Viols-en-Laval (34342)                          | 103. Viols-le-Fort (34343)           |                                        |  |